# Comitatul Leitrim
Leitrim (în irlandeză Contae Liatroma) este un comitat în Irlanda.